# Somodor
Somodor község Somogy vármegyében, a Kaposvári járásban.

## Fekvése
Kaposvártól észak-északkeletre, a Kaposvár–Siófok-vasútvonal mellett található, itt vasúti megállóhelyet is kialakítottak, amely a faluból gyalogosan érhető el. Somodor közúton sokáig csak a Ráksi és Mernye(-Somogyjád) közötti 6513-as útról dél felé elágazva, a 65 131-es számú mellékúton volt megközelíthető, de ma már Somogyaszaló irányából is vezet ide egy önkormányzati út, amelyen viszont csak kisebb járművek (például személyautók) közlekedhetnek. Közigazgatási területének keleti szélét egy szakaszon érinti a Kaposvár-Szántód közti 6505-ös út is, de onnan közvetlen leágazás nincs a lakott területei felé.

## Története
Somodor nevét az 1332-1337 évi pápai tizedjegyzék említette először. Ekkor már azonban népes település lehetett, mivel egyháza is volt. 1389-ben a királyi udvarnokok falujaként szerepelt, 1438-ban Hédervári Lőrinc nádor nyerte királyi jóváhagyással Ozorai Pipó özvegyétől és még 1443-ban is Hédervári Lőrinc birtoka volt. 1536-ban gróf Farkas és Székely Lukács voltak a földesurai. A török megszállás alatt az 1563. évi török kincstári fejadójegyzékben 40, az 1575. éviben 60, az 1580. éviben pedig 61 házzal volt felvéve. 1598-1599-ben Székely Mihály, 1626-1627-ben Imrefy Farkas birtoka volt. 1726-tól már csak mint puszta volt említve és a gróf Batthyány családé volt. A 19. század első felében gróf Batthyány Kázmér birtoka volt, akinek itteni birtokait 1849-ben az 1848–49-es forradalom és szabadságharc után lefoglalták. Később a gróf Pergen családé lett.
1910-ben 856 lakosából 777 magyar, 34 német, 45 cigány volt. Ebből 737 római katolikus, 32 református, 78 evangélikus volt.
A 20. század elején Somogy vármegye Igali járásához tartozott.
Iskolája az 1920-as években épült, később bezárták. 2015-re az épületet felújították, és könyvtárral is rendelkező faluházat rendeztek be benne. 352 m²-es területével ez Somogy vármegye legnagyobb faluháza. Somodorban óvoda is működik.

## Közélete

### Polgármesterei
- 1990–1994: Kristóf István (MSZMP)[5]
- 1994–1998: Kristóf István (független)[6]
- 1998–2002: Krammer Istvánné (független)[7]
- 2002–2006: Makai Sándor (független)[8]
- 2006–2010: Makai Sándor (független)[9]
- 2010–2014: Makai Sándor (független)[10]
- 2014–2019: Makai Sándor (független)[11]
- 2019–2024: Makai Sándor (független)[12]
- 2024– : Makai Sándor (Fidesz)[1]

## Népesség
A település népességének változása:
| Lakosok száma | 411  | 398  | 383  | 338  | 368  | 367  | 358  |
|               | 2013 | 2014 | 2015 | 2021 | 2022 | 2023 | 2024 |

A 2011-es népszámlálás során a lakosok 90,3%-a magyarnak, 5,3% cigánynak, 1,4% németnek, 0,2% örménynek, 0,2% románnak mondta magát (8,9% nem nyilatkozott; a kettős identitások miatt a végösszeg nagyobb lehet 100%-nál). A vallási megoszlás a következő volt: római katolikus 41,3%, református 2,7%, evangélikus 3,4%, felekezet nélküli 23,2% (28,3% nem nyilatkozott).
2022-ben a lakosság 89,7%-a vallotta magát magyarnak, 2,2% cigánynak, 1,4% németnek, 0,3%-0,3% bolgárnak, ruszinnak és ukránnak, 1,6% egyéb, nem hazai nemzetiségűnek (9,5% nem nyilatkozott; a kettős identitások miatt a végösszeg nagyobb lehet 100%-nál). Vallásuk szerint 41,3% volt római katolikus, 2,4% református, 0,3% evangélikus, 21,2% felekezeten kívüli (34,8% nem válaszolt).

## Nevezetességei
- Középkori eredetű templom romja Somodorpuszta mellett[15]
- Életfa a somodori újszülöttek tiszteletére.[4]
- 2014 óta minden évben megszervezik az aratófesztivált, ahol a csapatok kézi módszerrel aratják a búzát. A rendezvényt traktoros szántóverseny és főzőverseny is kíséri.[16][17]
- A település mai közigazgatási területének északi határán feküdt valószínűleg az egykori Rácörspuszta temetője. Ma az erdős, bozótos területen csak egy kőobeliszk látható, amelyet négy, 1862. szeptember 14-én betyárokkal (valószínűleg a Patkó-bandával) vívott harc során hősi halált csendőr: Vörös Gáspár, Lázár Ferenc, Tóth István és Teszárs(z) János emlékére emeltek a „8-dik cs. királyi csendőrezred tisztjei és bajtársai”.[18]

## Képek

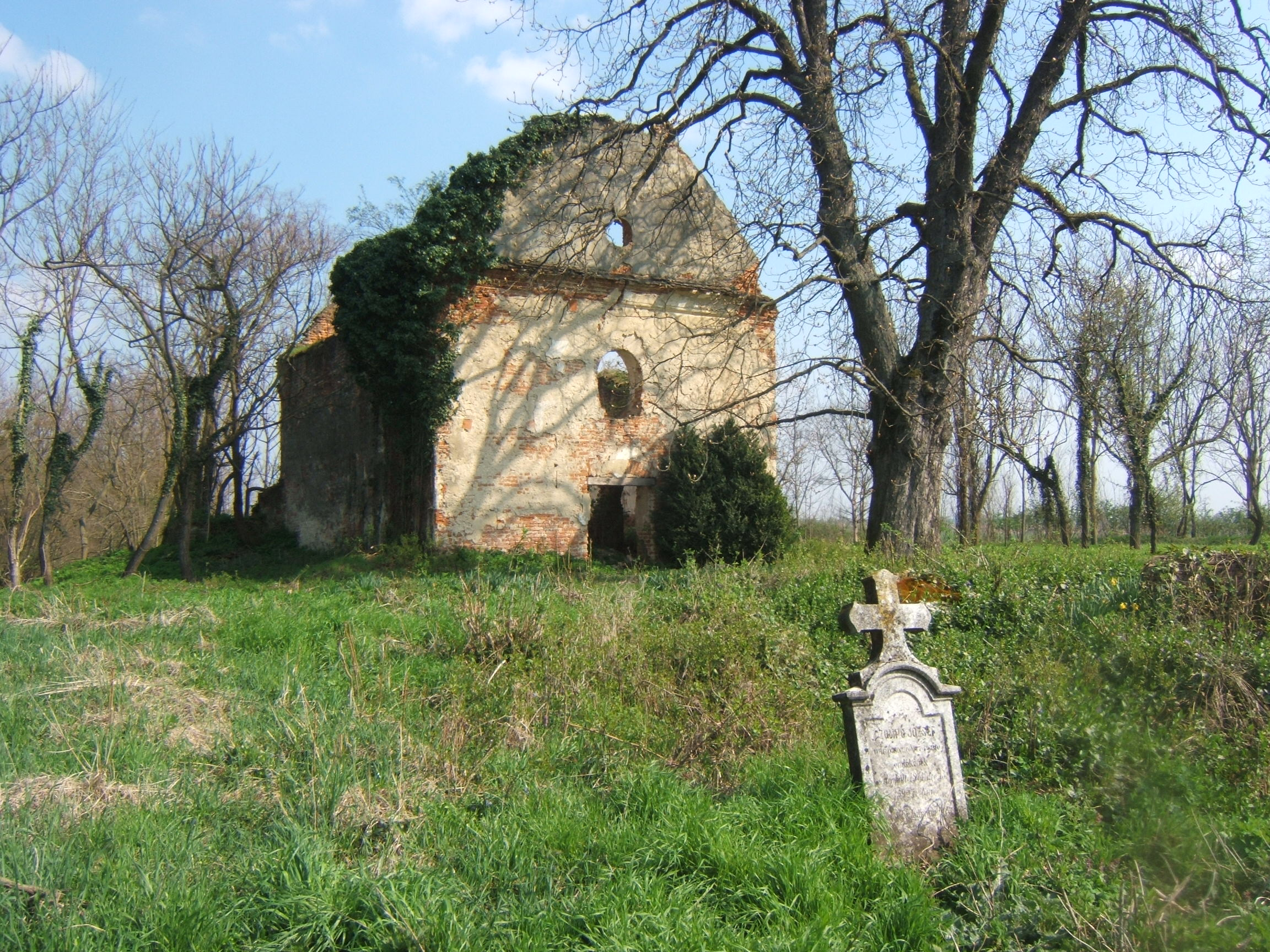
Középkori templom romjai Somodorpusztánál
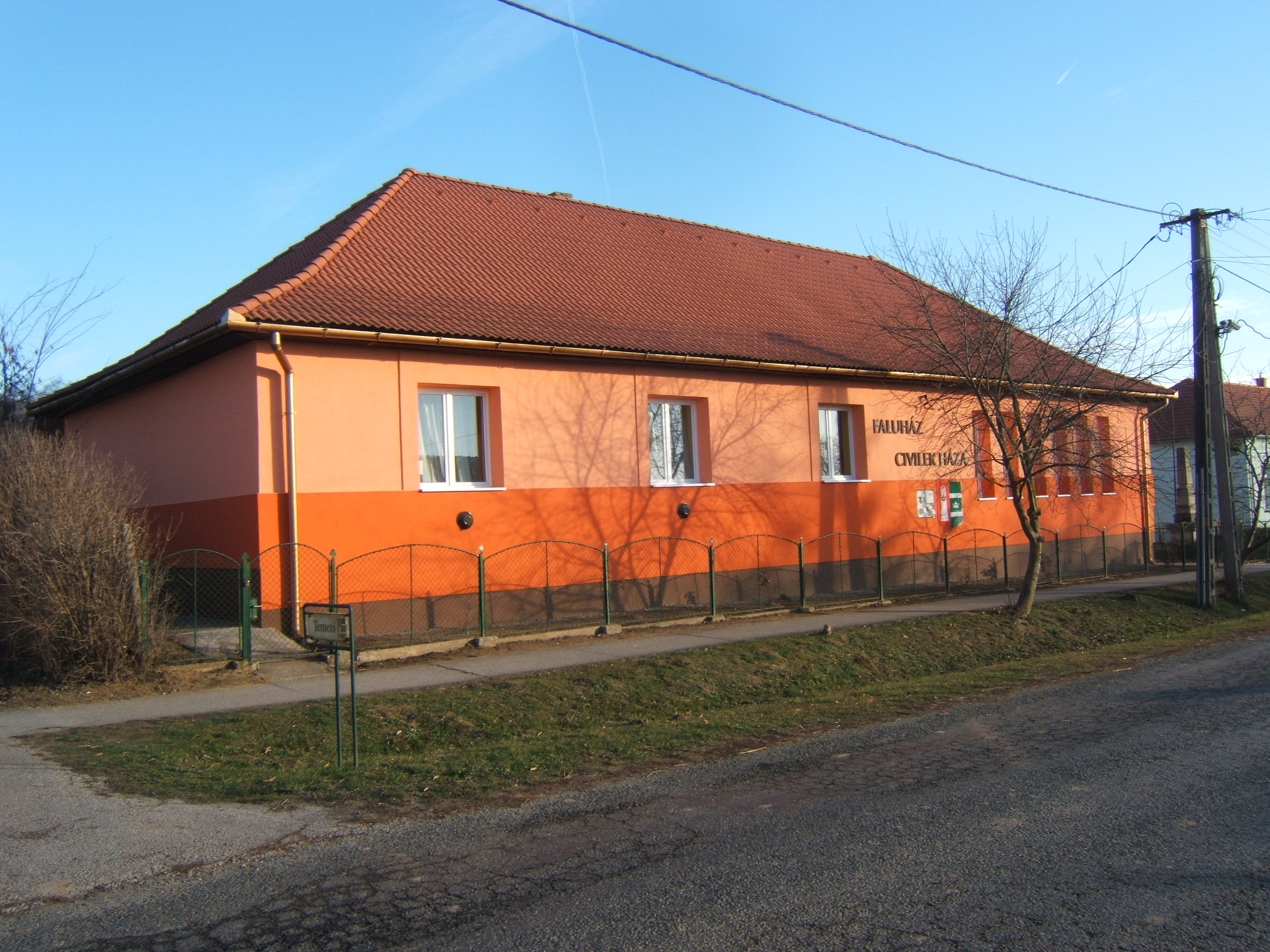
A felújított faluház
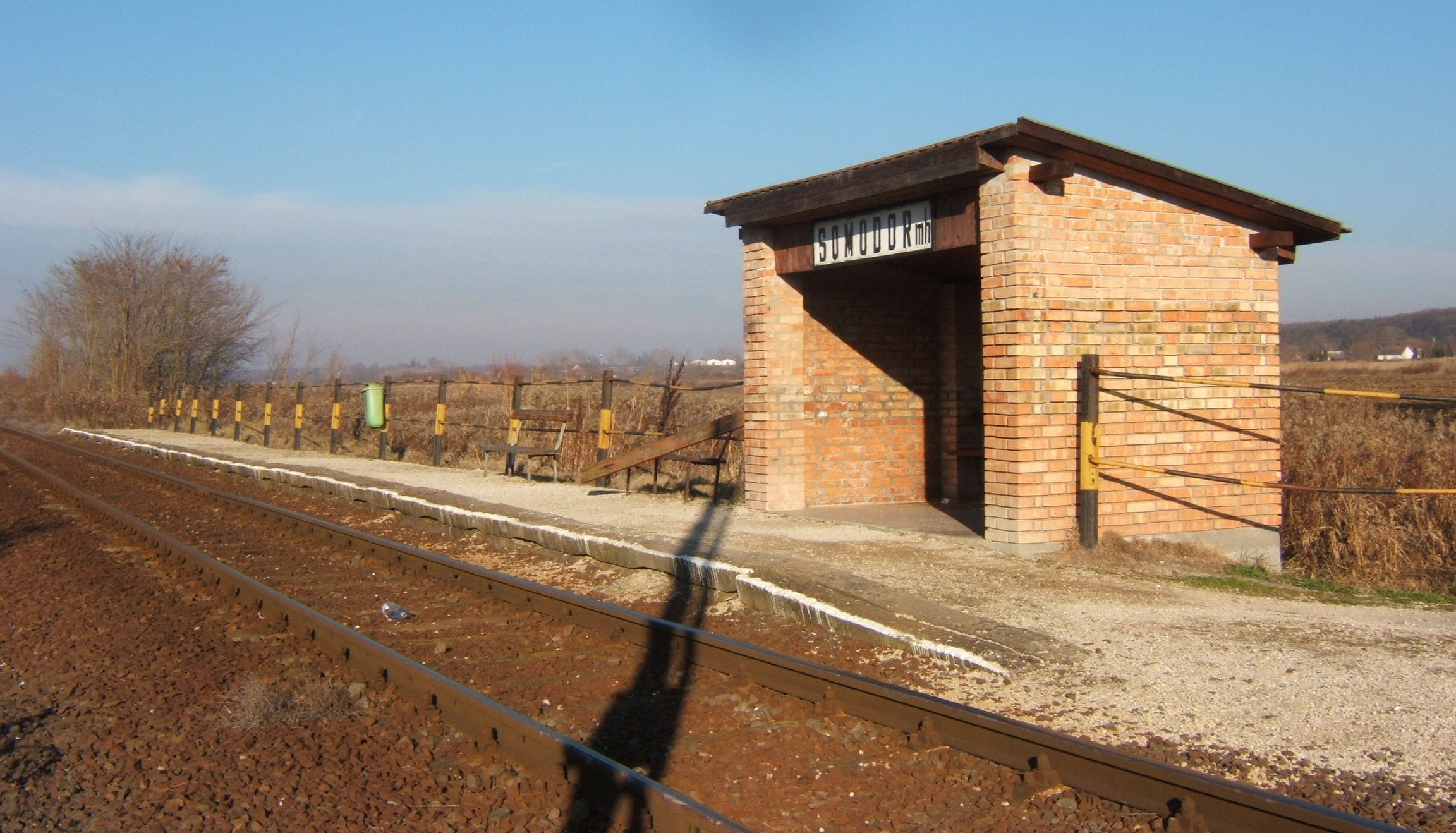
Vasúti megálló